# Триглицерид
Триглицеридът е естер, получен от глицерол и три мастни киселини. Триглицеридите са основната съставка в мастната тъкан при хората и други гръбначни организми, както и в растителните масла. Присъстват и в кръвта, където правят възможно двупосочното прехвърляне на мазнини и глюкоза от черния дроб. Също така те са основен компонент в човешките мастни жлези.
Съществуват различни видове триглицериди, като основното разделение е между наситените и ненаситените. Наситените мазнини са наситени с водородни във всяко свободно място от веригата. Те имат по-висока точка на топене и са по-склонни да бъдат в твърдо състояние при стайна температура. Ненаситените мазнини имат двойни връзки между някои от въглеродните атоми, което намалява броя на местата, в които могат да се свържат водородни атоми към въглеродните такива. Те имат по-ниска температура на топене и обикновено са течни при стайна температура.

В човешкото тяло високите нива на триглицериди в кръвта обикновено са свързвани с атеросклероза, исхемична болест на сърцето и инсулт. Нормалните им нива са под 1,70 милимола на литър.

## Химична структура
Триглицеридите са триестери, съставени от молекула глицерол, свързана с три молекули на мастни киселини. Глицеролната молекула има три хидроксилни групи, а всяка мастна киселина има карбоксилна група. При триглицеридите, хидроксилните групи на глицерола са свързани с карбоксилните групи на мастните киселини, образувайки естерни връзки:
HOCH2CH(OH)CH2OH + RCO2H + R′CO2H + R″CO2H → RCO2CH2CH(O2CR′)CH2CO2R″ + 3H2O
Трите мастни киселини обикновено са различни, поради което са известни много видове триглицериди. Дължината на веригите на мастните киселини при срещащите се в природата триглицериди варира, но повечето съдържат 16, 18 или 20 въглеродни атома. Естествените мастни киселини, срещащи се в растенията и животните, обикновено са съставени от четен брой въглеродни атоми. Все пак, бактериите са способни да синтезират мастни киселини с нечетен брой атоми. Поради тази причина, мазнините на преживните животни съдържат мастни киселини с нечетен брой молекули (например 15), вследствие действието на бактериите в търбусите им. Повечето естествени мазнини съдържат сложна смес от индивидуални триглицериди. Поради тази причина, те се топят в широк температурен диапазон.
Най-простите триглицериди са тези, в които трите мастни киселини са едни и същи. Техните имена обозначават мастната киселина: стеарин в стеаринова киселина, палмитин от палмитинова киселина и т.н. Тези съединения могат да се получат в три кристални форми: α, β и β′, като те се различават по своите точки на топене.